# Hôpital de Malamulo
L'hôpital de Malamulo (en anglais, Malamulo Hospital) est un centre hospitalier adventiste à Makwasa au Malawi. C'est l'une des premières institutions médicales adventistes d’Afrique, reconnue comme étant le meilleur hôpital de Malawi et le troisième en Afrique pour la qualité de ses soins dans le traitement du virus VIH et du SIDA,.

## Histoire
L'hôpital de Malamulo est fondé en 1908. En 1938, une école de formation médicale y est établie. Aujourd'hui, le collège de Malamuto des sciences sanitaires forment des infirmiers, des techniciens de laboratoire et des médecins assistants. C'est l'une des deux écoles de Malawi qui forment des paramédicaux. Malawi est parmi les dix pays les plus pauvres dans le monde.     

## Services
Malamulo est un hôpital de campagne. Il offre des services en médecine, chirurgie, pédiatrie, maternité, le traitement de la tuberculose, de la malnutrition, l'éducation sanitaire (planning familial, traitement du virus VIH). Des cliniques mobiles se rendent auprès des patients dans les villages pour les conseiller et les soigner.
Malamulo traite un nombre très élevé de personnes atteintes du VIH. 95 % des patients sont atteints du virus. Environ un million d'enfants sont orphelins au Malawi dû aux dégâts de la maladie. L'hôpital a un niveau de succès dans la prévention très élevé pour empêcher la transmission du virus de la mère à l'enfant.    
En mai 2011, l'établissement a reçu une aide financière de l'ambassade des États-Unis pour la rénovation de son laboratoire, ce qui lui permettra d'agir plus efficacement dans la lutte contre cette maladie. Depuis 2003, l'organisation humanitaire AmeriCares est un partenaire de Malamuto dans l'aide à la population pour le traitement du VIH, notamment en lui fournissant des médicaments. Les étudiants de la classe sortante 2008 de l'université de Loma Linda ont choisi Malamulo pour exercer la médecine durant leurs opérations humanitaires annuelles dans les pays en voie de développement.
Boeing et Engineers Without Borders-USA (Ingénieurs sans frontières) participent à un projet de cinq ans visant à améliorer le système d'alimentation en eau de l'hôpital de Malamuto. Ils procèdent à une identification des sources d'eau non polluées, à des réparations de conduits et à la construction d'un système de captage de l'eau de pluie. Cette réalisation permettra d'obtenir continuellement (sans intermittences) une eau pure et de meilleure qualité pour les besoins des services de Malamulo auprès de la population.
Malamuto est un membre du «  Système adventiste de santé -- Afrique », une organisation qui supervise et gère les centres hospitaliers adventistes d'Afrique de l'Est.